# HP SureSupply
HP SureSupply es una herramienta de software libre para impresoras. Este software está desarrollado y distribuido por HP. 
Los usuarios de las impresoras HP, que tengan habilitado SureSupply, podrán gestionar y comprar en línea el cartucho-tóner a través de los distribuidores preferentes o en HP Store.

## Historia
1999 – HP empezó a ofrecer la tecnología automatizada de pedido de tóner para impresión láser.
2000 – Salió al mercado por primera vez en los EE. UU. 
2004 – Se amplió el programa para que también abarcara cartuchos de las impresoras de inyección de tinta, y se le denominó SureSupply.
Poco a poco, SureSupply fue aplicado fuera de los Estados Unidos y ahora se encuentra en todo el mundo (vea la lista completa de países más abajo). 
En el año 2008, SureSupply tuvo en Europa más de 3 millones de visitas y actualmente tiene casi 4 millones de visitas.
| Estados Unidos | Suecia             | Bulgaria    |
| China          | Bélgica            | Ucrania     |
| Reino Unido    | República Checa    | Sudáfrica   |
| Brasil         | Venezuela          | Indonesia   |
| España         | Colombia           | Puerto Rico |
| Francia        | Tailandia          | Croacia     |
| Corea          | Arabia Saudí       | Ecuador     |
| Alemania       | Portugal           | Eslovenia   |
| Turquía        | Perú               | Lituania    |
| Taiwán         | Noruega            | Vietnam     |
| Rusia          | Malasia            | Estonia     |
| Holanda        | Singapur           | Letonia     |
| Polonia        | Chile              | Paraguay    |
| Canadá         | Austria            | Bolivia     |
| Australia      | Rumanía            | Bielorrusia |
| México         | Grecia             | Luxemburgo  |
| Italia         | Finlandia          | Chipre      |
| India          | Hungría            | Serbia      |
| Argentina      | Nueva Zelanda      | Uruguay     |
| Dinamarca      | Israel             | Kazajistán  |
| Japón          | República Eslovaca |             |
| Suiza          | Filipinas          |             |
| Hong Kong      | Irlanda            |             |

La lista se muestra actualmente de mayor a menor número de visitas.

## Funcionalidad del Software
SureSupply alerta al usuario automáticamente cuando el cartucho-tóner de la impresora HP está a punto de agotarse e invita al cliente a simplificar el proceso de compra adquiriendo el/los productos en línea; siendo el plazo de entrega de 3 días. 
Si el cliente acepta, el servicio transmite los datos necesarios (modelo de impresora y cartucho-tóner compatible) a la plataforma de SureSupply a través de Internet; con lo cual el cliente únicamente tiene que seleccionar los productos que necesita y elegir el suministrador al cual desea comprárselos. 
SureSupply proporciona el acceso directo a las páginas web de los suministradores asociados, llenando la cesta de la compra virtual del usuario con el cartucho-tóner elegido por el cliente. Ello evita que el usuario tenga que buscar las referencias de los accesorios y preocuparse por si ha elegido el cartucho correcto para su impresora.

Estructura del proceso

## Compatibilidad de la impresora
SureSupply está disponible en las impresoras láser e inyección de tinta HP adquiridas a partir del 2004. Aquellas impresoras que no tengan activado SureSupply pueden descargarlo en la web.